# Gypona dubia
Gypona dubia är en insektsart som beskrevs av Fowler 1903. Gypona dubia ingår i släktet Gypona och familjen dvärgstritar. Inga underarter finns listade i Catalogue of Life.